# Max Monnehay
Max Monnehay, née Amélie Monnehay le 11 mai 1981 à Beauvais, est une romancière française.

## Biographie
Après des études de lettres modernes, Max Monnehay entre au cours Florent. Elle le quitte rapidement pour le Method Acting Center, dans lequel elle suit des cours d'écriture scénaristique. Elle publie en 2006 son premier roman chez Albin Michel, Corpus Christine, qui obtient le prix du premier roman la même année. Le roman est tiré à 16 000 exemplaires et bénéficie d'une sortie en livre de poche.
Corpus Christine est qualifié par la critique de « nothombien », en référence à l'écrivain Amélie Nothomb.
Elle publie en 2020 Somb son premier roman policier dont le protagoniste principal est Victor Caranne, un psychologue intervenant à la prison centrale de l'île de Ré. Alexandra Schwartzbrod, critique littéraire déclare que « Max Monnehay, 40 ans, est une auteure française avec laquelle le milieu du noir va devoir compter. »,.
L'auteure met à nouveau en scène Victor Caranne dans deux autres volumes : Je suis le feu en 2022 et À la gorge en 2024.

## Œuvre

### Romans

#### SérieVictor Caranne
- Somb
  - Paris : Éditions du Seuil, coll. « Cadre noir », 2020, 294 p.  (ISBN 978-2-0214-4596-1)
  - Paris : Éditions de Noyelles, 2020, 294 p.  (ISBN 978-2-298-16724-5)
  - Carrières-sur-Seine : À vue d'œil, coll. "Police 16", 2020, 432 p.  (ISBN 9791026904380)
  - Paris : Éditions Points, coll. "Points : policier" n° P5474, 2022, 306 p.  (ISBN 978-2-7578-8992-3)
- Je suis le feu
  - Paris : Éditions du Seuil, coll. "Cadre noir", 2022, 390 p.  (ISBN 978-2-02-148813-5)
  - Paris : Éditions Points, coll. "Points : policier" n° P5910, 2023, 417 p.  (ISBN 978-2-7578-9750-8)
- À la gorge
  - Paris : Éditions du Seuil, coll. "Cadre noir", 2024, 368 p.  (ISBN 9782021541823)

#### Autres romans
- Corpus Christine
  - Paris : Albin Michel, 2006, 226 p.  (ISBN 2-226-17334-X)
  - Paris : France loisirs, coll. "Piment", 2007, 157 p.  (ISBN 978-2-298-00189-1)
  - Paris : Librairie générale française, coll. "Le livre de poche" n° 30946, 2008, 153 p.  (ISBN 978-2-253-12105-3)
- Géographie de la bêtise
  - Paris : Seuil, 2012, 225 p.  (ISBN 978-2-02-107383-6)
- Comment j’ai mis un coup de boule à Joey Starr
  - Paris : Christophe Lucquin Éditeur, coll. "Fantasmes", 2013, 59 p.  (ISBN 978-2-36626-008-3)

#### Nouvelles
- La Petite Mort de Dieu, nouvelle, Playboy n° 84 (2007)[9]; en revue
- Vengeance, dans La revue 813 : les amis des littératures policières n° 136, juin 2020, p. 64.
- Les Effacés anonymes, dans Liberté ! : nouvelles, anthologie préfacée par Nicolas Lebel. Paris : Éd. du Masque, 03/2024, p. 147-154.  (ISBN 978-2-7024-5185-4)

## Prix
- Prix du premier roman 2006 pour Corpus Christine[10]
- Prix Transfuge 2020 du meilleur espoir polar pour Somb[11]
- Prix du meilleur polar des lecteurs Points 2023 pour Somb[12]